# Suisse aux Jeux olympiques d'été de 2020
La participation de la Suisse aux Jeux olympiques d'été de 2020 doit initialement avoir lieu du 24 juillet au 9 août 2020, à Tokyo, au Japon. Toutefois, l'événement est repoussé, le 24 mars 2020, en raison de la pandémie de Covid-19. Ceux-ci se déroulent ainsi du 23 juillet au 8 août 2021. C'est la 29e fois que ce pays participe aux Jeux olympiques d'été, après sa présence à toutes les éditions précédentes.
Comme en été 2016, à Rio de Janeiro, et en hiver 2018, à Pyeongchang, la délégation est menée par le chef de mission Ralph Stöckli, ancien médaillé de bronze olympique en curling aux Jeux d'hiver de 2010, à Vancouver.
Le Comité international olympique autorise à partir de ces Jeux à ce que les délégations présentent deux porte-drapeaux, une femme et un homme, pour la cérémonie d'ouverture. La sprinteuse Mujinga Kambundji et l'escrimeur Max Heinzer sont nommés porte-drapeaux de la délégation suisse.

## Préparation et objectifs
Alors qu'elle dévoile sa délégation le 5 juillet 2021, Swiss Olympic indique se fixer un total de sept médailles comme objectif.

## Délégation
Le 5 juillet 2021, Swiss Olympic annonce la participation de 116 athlètes helvétiques, la plus importante délégation suisse depuis Atlanta, en 1996, soit onze de plus que quatre ans auparavant.
Après le tournoi de Wimbledon, le tennisman Roger Federer annonce son forfait pour les Jeux en raison d'une blessure au genou. Réserviste, la golfeuse Kim Métraux (en) bénéficie, elle, du forfait d'une autre joueuse et complète la sélection. Le 23 juillet, le hurdleur Kariem Hussein est déclaré positif à la nicéthamide. Il est suspendu pour neuf mois et exclu des JO. Le 28 juillet, Alex Wilson est à nouveau suspendu de manière provisoire pour un contrôle positif à l'acétate de trenbolone, le 15 mai 2021. Il est lui aussi exclu de la sélection, ce qui porte finalement à 115.

### Sélection
Le tableau suivant montre les athlètes suisses dans chaque discipline :
| Sport                  | Discipline             | Discipline                         | Hommes                                                                        | Femmes | Total        |
| ---------------------- | ---------------------- | ---------------------------------- | ----------------------------------------------------------------------------- | --- | ------------ |
| Athlétisme             | Athlétisme             |                                    | 8 Abraham, Gasch, Joseph, Petrucciani, Raess (de), Reais, Wanders, Wicki (en) | 20 Atcho, Del Ponte, Dietsche, Fahr, Giger (de), Hodel, Hoffmann, Kambundji, Kambundji, King, Kora, Lang, Lemmens (de), Moser, Pellaud (en), Reinle, Schlumpf, Sclabas (de), Sprunger, Strähl | 28           |
| Aviron                 | Aviron                 |                                    | 6 Delarze, Gulich, Jacquot, Kessler, Röösli, Schürch                          | 3 Gmelin, Merz, Rol | 9            |
| Badminton              | Badminton              |                                    | Aucun                                                                         | 1 Jaquet | 1            |
| Beach-volley           | Beach-volley           |                                    | 2 Gerson (de), Heidrich (de)                                                  | 4 · Betschart, Heidrich **, Hüberli, · Vergé-Dépré ** | 6            |
| Canoë-kayak            | Slalom                 |                                    | 2 Dougoud, Koechlin                                                           | 2 Brändle, Marx | 4            |
| Cyclisme               | BMX                    |                                    | 2 Graf, Marquart                                                              | 2 · Claessens, Ducarroz | 4            |
| Cyclisme               | Sur piste              |                                    | 6 Bissegger, Froidevaux, Schir, Schmid, Thiébaud, Thièry                      | Aucune | 6            |
| Cyclisme               | Sur route              |                                    | 4 Hirschi, Küng, Mäder, Schär                                                 | 1 · Reusser | 5            |
| Cyclisme               | VTT                    |                                    | 3 · Colombo, Flückiger , Schurter                                             | 3 · Frei , Indergand , Neff | 6            |
| Équitation             | Concours complet       |                                    | 2 Godel, Vogg                                                                 | 1 Johner | 3            |
| Équitation             | Dressage               | Aucun                              | 1 Wettstein (en)                                                              | 1 |              |
| Équitation             | Saut d'obstacles       | 4 Guerdat, Balsiger, Fuchs, Mändli | Aucune                                                                        | 4 |              |
| Escalade               | Escalade               |                                    | Aucun                                                                         | 1 Klingler | 1            |
| Escrime                | Escrime                |                                    | 3 Heinzer, Niggeler, Steffen                                                  | Aucune | 3            |
| Golf                   | Golf                   |                                    | Aucun                                                                         | 2 Métraux (en), Valenzuela (en) | 2            |
| Gymnastique artistique | Gymnastique artistique |                                    | 4 Baumann, Brägger, Gischard, Yusof                                           | 1 Steingruber | 5            |
| Judo                   | Judo                   |                                    | 1 Stump                                                                       | 1 Kocher | 2            |
| Karaté                 | Karaté                 |                                    | Aucun                                                                         | 1 Quirici | 1            |
| Lutte                  | Lutte                  |                                    | 1 Reichmuth (en)                                                              | Aucune | 1            |
| Natation               | Natation               |                                    | 5 · Desplanches , Djakovic, Liess (it), · Mityukov, Ponti                     | 2 Mamié, Ugolkova | 7            |
| Natation               | Plongeon               |                                    | Aucun                                                                         | 1 Heimberg | 1            |
| Tennis                 | Tennis                 |                                    | Aucun                                                                         | 2 · Bencic **, Golubic ** | 2            |
| Tennis de table        | Tennis de table        |                                    | Aucun                                                                         | 1 Moret | 1            |
| Tir                    | Tir                    |                                    | Aucun                                                                         | 2 · Christen , Diethelm Gerber | 2            |
| Triathlon              | Triathlon              |                                    | 2 Salvisberg (en), Studer                                                     | 2 Annen, Spirig | 4            |
| Voile                  | Voile                  |                                    | 3 Cujean (en), Sanz Lanz (en), Schneiter (en)                                 | 3 Fahrni (en), Jayet, Siegenthaler (en) | 6            |
| Total                  | Total                  | Total                              | 58 hommes                                                                     | 57 femmes | 115 athlètes |

** Par équipe

## Récompenses

### Médailles
| Médaille                            | Discipline         | Épreuve                      | Athlète(s)                       | Performance     | Date            |
| ----------------------------------- | ------------------ | ---------------------------- | -------------------------------- | --------------- | --------------- |
| Médaille d'or, Jeux olympiques      | VTT                | Cross-country                | Jolanda Neff                     | 1 h 15 min 46 s | 27 juillet 2021 |
| Médaille d'or, Jeux olympiques      | Tir                | Carabine à 50 m 3 positions  | Nina Christen                    | 463,9 pts       | 31 juillet 2021 |
| Médaille d'or, Jeux olympiques      | Tennis             | Simple                       | Belinda Bencic                   | -               | 31 juillet 2021 |
| Médaille d'argent, Jeux olympiques  | VTT                | Cross-country                | Mathias Flückiger                | 1 h 25 min 34 s | 26 juillet 2021 |
| Médaille d'argent, Jeux olympiques  | VTT                | Cross-country                | Sina Frei                        | 1 h 16 min 57 s | 27 juillet 2021 |
| Médaille d'argent, Jeux olympiques  | Cyclisme sur route | Contre-la-montre             | Marlen Reusser                   | 31 min 9 s      | 28 juillet 2021 |
| Médaille d'argent, Jeux olympiques  | Tennis             | Double dames                 | Belinda Bencic Viktorija Golubic | -               | 1er août 2021   |
| Médaille de bronze, Jeux olympiques | Tir                | Carabine à 10 m air comprimé | Nina Christen                    | 230.6 points    | 24 juillet 2021 |
| Médaille de bronze, Jeux olympiques | VTT                | Cross-country                | Linda Indergand                  | 1 h 17 min 5 s  | 27 juillet 2021 |
| Médaille de bronze, Jeux olympiques | Natation           | 200 m 4 nages                | Jérémy Desplanches               | 1 min 56 s 17   | 30 juillet 2021 |
| Médaille de bronze, Jeux olympiques | Natation           | 100 m papillon               | Noè Ponti                        | 50 s 74         | 31 juillet 2021 |
| Médaille de bronze, Jeux olympiques | BMX                | Freestyle                    | Nikita Ducarroz                  | 89,20 pts       | 1er août 2021   |
| Médaille de bronze, Jeux olympiques | Beach-volley       | Tournoi féminin              | Joana Heidrich Anouk Vergé-Dépré | -               | 6 août 2021     |

| Sport        | Médaille d'or, Jeux olympiques | Médaille d'argent, Jeux olympiques | Médaille de bronze, Jeux olympiques | Ensemble |
| ------------ | ------------------------------ | ---------------------------------- | ----------------------------------- | -------- |
| Cyclisme     | 1                              | 3                                  | 2                                   | 6        |
| Tennis       | 1                              | 1                                  | 0                                   | 2        |
| Tir          | 1                              | 0                                  | 1                                   | 2        |
| Natation     | 0                              | 0                                  | 2                                   | 2        |
| Beach-volley | 0                              | 0                                  | 1                                   | 1        |

| Jour     | Date       | Médaille d'or, Jeux olympiques | Médaille d'argent, Jeux olympiques | Médaille de bronze, Jeux olympiques | Ensemble |
| -------- | ---------- | ------------------------------ | ---------------------------------- | ----------------------------------- | -------- |
| 1er jour | 24 juillet | 0                              | 0                                  | 1                                   | 1        |
| 3e jour  | 26 juillet | 0                              | 1                                  | 0                                   | 1        |
| 4e jour  | 27 juillet | 1                              | 1                                  | 1                                   | 3        |
| 5e jour  | 28 juillet | 0                              | 1                                  | 0                                   | 1        |
| 7e jour  | 30 juillet | 0                              | 0                                  | 1                                   | 1        |
| 8e jour  | 31 juillet | 2                              | 0                                  | 1                                   | 3        |
| 9e jour  | 1er août   | 0                              | 1                                  | 1                                   | 2        |
| 14e jour | 6 août     | 0                              | 0                                  | 1                                   | 1        |
| Total    | Total      | 3                              | 4                                  | 6                                   | 13       |

### Diplômes
| Rang | Discipline             | Épreuve                             | Athlète                                                                                   | Performance              | Date            |
| ---- | ---------------------- | ----------------------------------- | ----------------------------------------------------------------------------------------- | ------------------------ | --------------- |
| 4e   | VTT                    | Cross-country                       | Nino Schurter                                                                             | 1 h 25 min 56 s          | 28 juillet 2021 |
| 4e   | Cyclisme sur route     | Contre-la-montre                    | Stefan Küng                                                                               | 56 min 8 s 49            | 26 juillet 2021 |
| 4es  | Voile                  | 470 femmes                          | Linda Fahrni Maja Siegenthaler                                                            | 64 pts                   | 4 août 2021     |
| 4es  | Athlétisme             | Relais 4 x 100 m                    | Riccarda Dietsche Ajla Del Ponte Salomé Kora Mujinga Kambundji                            | 42 s 08                  | 6 août 2021     |
| 5e   | Judo                   | Moins de 52 kg                      | Fabienne Kocher                                                                           | -                        | 25 juillet 2021 |
| 5es  | Aviron                 | Deux de couple                      | Barnabé Delarze Roman Röösli                                                              | Finale A : 6 min 9 s 05  | 28 juillet 2021 |
| 5e   | Aviron                 | Skiff                               | Jeannine Gmelin                                                                           | Finale A : 7 min 20 s 91 | 30 juillet 2021 |
| 5e   | Athlétisme             | 100 m                               | Ajla Del Ponte                                                                            | 10 s 97                  | 31 juillet 2021 |
| 6es  | Gymnastique artistique | Concours général par équipes hommes | Pablo Brägger Eddy Yusof Benjamin Gischard Christian Baumann                              | 250,927 pts              | 26 juillet 2021 |
| 6e   | Triathlon              | Individuel                          | Nicola Spirig                                                                             | 1 h 58 min 5 s           | 27 juillet 2021 |
| 6es  | Natation               | Relais 4 × 200 m nage libre         | Antonio Djakovic Nils Liess (it) Noè Ponti Roman Mityukov                                 | 7 min 6 s 12             | 28 juillet 2021 |
| 6e   | Athlétisme             | 100 m                               | Mujinga Kambundji                                                                         | 10 s 99                  | 31 juillet 2021 |
| 7es  | Aviron                 | Deux de couple poids léger          | Patricia Merz Frédérique Rol                                                              | Finale B : 6 min 49 s 16 | 29 juillet 2021 |
| 7es  | Triathlon              | Relais mixte                        | Jolanda Annen Andrea Salvisberg (en) Nicola Spirig Max Studer                             | 1 h 25 min 27 s          | 31 juillet 2021 |
| 7e   | Athlétisme             | 200 m                               | Mujinga Kambundji                                                                         | 22 s 30                  | 3 août 2021     |
| 7e   | Cyclisme sur piste     | Omnium                              | Théry Schir                                                                               | 109 pts                  | 5 août 2021     |
| 8es  | Escrime                | Épée par équipe                     | Max Heinzer Benjamin Steffen Michele Niggeler Lucas Malcotti                              | -                        | 30 juillet 2021 |
| 8e   | Voile                  | RS:X                                | Mateo Sanz Lanz (en)                                                                      | 94 pts                   | 31 juillet 2021 |
| 8es  | Cyclisme sur piste     | Poursuite par équipe masculine      | Robin Froidevaux Stefan Bissegger Cyrille Thièry Valère Thiébaud Mauro Schmid Théry Schir | 3 min 50 s 041           | 4 août 2021     |

## Épreuves

### Athlétisme

#### Hommes
| Athlète           | Épreuve          | Séries         | Séries | Demi-finales | Demi-finales | Finale            | Finale       |
| Athlète           | Épreuve          | Résultat       | Rang   | Résultat     | Rang         | Résultat          | Rang         |
| ----------------- | ---------------- | -------------- | ------ | ------------ | ------------ | ----------------- | ------------ |
| Silvan Wicki      | 100 mètres       | 10 s 28        | 40e    | Non qualifié | Non qualifié | Non qualifié      | Non qualifié |
| Jason Joseph      | 110 mètres haies | 13 s 31        | 7e     | 13 s 46      | 14e          | Non qualifié      | Non qualifié |
| William Reais     | 200 mètres       | 20 s 51        | 14e    | 20 s 44      | 17e          | Non qualifié      | Non qualifié |
| Ricky Petrucciani | 400 mètres       | 45 s 64        | 25e    | 45 s 26      | 14e          | Non qualifié      | Non qualifié |
| Jonas Raess (de)  | 5 000 mètres     | 13 min 43 s 52 | 24e    | NC           | NC           | Non qualifié      | Non qualifié |
| Julien Wanders    | 10 000 mètres    | NC             | NC     | NC           | NC           | 28 min 55 s 29 SB | 21e          |
| Tadesse Abraham   | Marathon         | NC             | NC     | NC           | NC           | DNF               | NC           |

| Athlète    | Épreuve         | Qualification | Qualification | Finale       | Finale       |
| Athlète    | Épreuve         | Hauteur       | Rang          | Hauteur      | Rang         |
| ---------- | --------------- | ------------- | ------------- | ------------ | ------------ |
| Loïc Gasch | Saut en hauteur | 2,21 m        | 23e           | Non qualifié | Non qualifié |

#### Femmes
| Athlète | Épreuve               | Séries           | Séries | Demi-finales  | Demi-finales  | Finale             | Finale         |
| Athlète | Épreuve               | Résultat         | Rang   | Résultat      | Rang          | Résultat           | Rang           |
| --- | --------------------- | ---------------- | ------ | ------------- | ------------- | ------------------ | -------------- |
| Salomé Kora | 100 mètres            | 11 s 25          | 22e    | Non qualifiée | Non qualifiée | Non qualifiée      | Non qualifiée  |
| Ajla Del Ponte | 100 mètres            | 10 s 91 RS       | 4e     | 11 s 01       | 9e            | 10 s 97            | 5e             |
| Mujinga Kambundji | 100 mètres            | 10 s 95          | 5e     | 10 s 96       | 14e           | 10 s 99            | 6e             |
| Mujinga Kambundji | 200 mètres            | 22 s 26          | 4e     | 22 s 26       | 7e            | 22 s 30            | 7e             |
| Ditaji Kambundji | 100 mètres haies      | 13 s 17          | 33e    | Non qualifiée | Non qualifiée | Non qualifiée      | Non qualifiée  |
| Lea Sprunger | 400 mètres haies      | 54 s 74 SB       | 6e     | 55 s 12       | 11e           | Non qualifiée      | Non qualifiée  |
| Yasmin Giger (de) | 400 mètres haies      | 57 s 03          | 33e    | Non qualifiée | Non qualifiée | Non qualifiée      | Non qualifiée  |
| Lore Hoffmann | 800 mètres            | 2 min 2 s 05     | 27e    | 1 min 59 s 38 | 7e            | Non qualifiée      | Non qualifiée  |
| Delia Sclabas (de) | 800 mètres            | 2 min 3 s 03     | 35e    | Non qualifiée | Non qualifiée | Non qualifiée      | Non qualifiée  |
| Riccarda Dietsche Ajla Del Ponte Salomé Kora Mujinga Kambundji Sarah Atcho (remplaçante) Cynthia Reinle (remplaçante) | Relais 4 × 100 mètres | 42 s 05 RS       | 4es    | NC            | NC            | 42 s 08            | 4es            |
| Lea Sprunger Silke Lemmens (de) Rachel Pellaud (de) Yasmin Giger Annina Fahr (remplaçante) Sarah King (remplaçante)   | Relais 4 × 400 mètres | 3 min 25 s 90 RS | 12es   | NC            | NC            | Non qualifiées     | Non qualifiées |
| Fabienne Schlumpf | Marathon              | NC               | NC     | NC            | NC            | 2 h 31 min 36 s    | 12e            |
| Martina Strähl | Marathon              | NC               | NC     | NC            | NC            | 2 h 39 min 25 s SB | 51e            |

| Athlète        | Épreuve          | Qualification | Qualification | Finale        | Finale        |
| Athlète        | Épreuve          | Hauteur       | Rang          | Hauteur       | Rang          |
| -------------- | ---------------- | ------------- | ------------- | ------------- | ------------- |
| Angelica Moser | Saut à la perche | 4,40 m        | 20e           | Non qualifiée | Non qualifiée |
| Andrina Hodel  | Saut à la perche | 4,25 m        | 24e           | Non qualifiée | Non qualifiée |
| Salome Lang    | Saut en hauteur  | 1,86 m        | 22e           | Non qualifiée | Non qualifiée |

### Aviron
Légende: FA = finale A (médaille) ; FB = finale B (pas de médaille) ; SA/B = demi-finales A/B ; QF = quarts de finale; R= repêchage
| Athlète                                                | Compétition         | Séries        | Séries   | Repêchage     | Repêchage | Demi-finales  | Demi-finales | Finale       | Finale |
| Athlète                                                | Compétition         | Temps         | Rang     | Temps         | Rang      | Temps         | Rang         | Temps        | Rang   |
| ------------------------------------------------------ | ------------------- | ------------- | -------- | ------------- | --------- | ------------- | ------------ | ------------ | ------ |
| Barnabé Delarze Roman Röösli                           | Deux de couple      | 6 min 11 s 24 | 2es SA/B | Exemptés      | Exemptés  | 6 min 25 s 89 | 3es FA       | 6 min 9 s 05 | 5es    |
| Paul Jacquot Markus Kessler Joel Schürch Andrin Gulich | Quatre sans barreur | 6 min 4 s 09  | 4es R    | 6 min 27 s 80 | 5es FB    | NC            | NC           | 6 min 2 s 32 | 9es    |

| Athlète                      | Compétition                 | Séries        | Séries | Repêchage     | Repêchage | Quarts de finale | Quarts de finale | Demi-finales  | Demi-finales | Finale        | Finale |
| Athlète                      | Compétition                 | Temps         | Rang   | Temps         | Rang      | Temps            | Rang             | Temps         | Rang         | Temps         | Rang   |
| ---------------------------- | --------------------------- | ------------- | ------ | ------------- | --------- | ---------------- | ---------------- | ------------- | ------------ | ------------- | ------ |
| Jeannine Gmelin              | Skiff                       | 7 min 47 s 20 | 2e QF  | Exemptée      | Exemptée  | 8 min 2 s 10     | 2e SA/B          | 7 min 25 s 80 | 2e FA        | 7 min 20 s 91 | 5e     |
| Patricia Merz Frédérique Rol | Deux de couple poids légers | 7 min 8 s 66  | 4es R  | 7 min 22 s 02 | 1res SA/B | NC               | NC               | 6 min 48 s 92 | 4es FB       | 6 min 49 s 16 | 7es    |

### Badminton
| Athlète        | Compétition  | Phase de groupes                    | Phase de groupes                  | Phase de groupes                        | Phase de groupes | 1/8e de finale   | Quarts de finale | Demi-finales     | Finale           | Finale   |
| Athlète        | Compétition  | Adversaire Score                    | Adversaire Score                  | Adversaire Score                        | Rang             | Adversaire Score | Adversaire Score | Adversaire Score | Adversaire Score | Rang     |
| -------------- | ------------ | ----------------------------------- | --------------------------------- | --------------------------------------- | ---------------- | ---------------- | ---------------- | ---------------- | ---------------- | -------- |
| Sabrina Jaquet | Simple dames | battue par Tai Tzu-ying 21-7, 21-13 | battue par Qi Xuefei 21-10, 21-14 | battue par Nguyễn Thùy Linh 21-8, 21-17 | 4e du gr. P      | Éliminée         | Éliminée         | Éliminée         | Éliminée         | Éliminée |

### Beach-volley
| Athlètes                               | Compétition      | Tour préliminaire | Classement | Rattrapage                                                 | Huitièmes de finale                                              | Quarts de finale                                             | Demi-finales                                         | Finale                                                | Finale                              |
| Athlètes                               | Compétition      | Adversaires Score | Classement | Adversaires Score                                          | Adversaires Score                                                | Adversaires Score                                            | Adversaires Score                                    | Adversaires Score                                     | Rang                                |
| -------------------------------------- | ---------------- | --- | ---------- | ---------------------------------------------------------- | ---------------------------------------------------------------- | ------------------------------------------------------------ | ---------------------------------------------------- | ----------------------------------------------------- | ----------------------------------- |
| Mirco Gerson (de) Adrian Heidrich (de) | Tournoi masculin | Poule C: Battus par Ahmed / Cherif (QAT) 0-2 (17-21 16-21) Battus par Gibb / Bourne (USA) 0-2 (19-21 21-23) Battent Carambula / Rossi (ITA) 2-1 (21-14 24-26 15-13)      | 3es        | Battus par E. Grimalt / M. Grimalt (CHI) 0-2 (17-21 18-21) | Éliminés                                                         | Éliminés                                                     | Éliminés                                             | Éliminés                                              | 17es                                |
| Joana Heidrich Anouk Vergé-Dépré       | Tournoi féminin  | Poule C: Battent Borger / Sude (ALL) 2-1 (21-8 21-23 15-6) Battent Schoon / Stam (P-B) 2-0 (22-20 21-18) Battues par Humana-Paredes / Pavan (CAN) 2-0 (21-13 24-22)      | 2es        | exemptes                                                   | Battent Betschart / Hüberli (SUI) 2-1 (21-12 19-21 23-21)        | Battent Ana Patrícia / Rebecca (BRA) 2-1 (21-19 18-21 15-12) | Battuent par Klineman / Ross (USA) 0-2 (12-21 11-21) | Battent Graudiņa / Kravčenoka (LAT) 2-0 (21-19 21-15) | Médaille de bronze, Jeux olympiques |
| Nina Betschart Tanja Hüberli           | Tournoi féminin  | Poule F: Battent Kozuch / Ludwig (GER) 2-1 (23-25 22-20 16-14) Battent Hermannová / Sluková (CZE) 2-0 (21-0 21-0) Battent Ishii / Murakami (JPN) 2-1 (14-21 21-19 15-12) | 1res       | exemptes                                                   | Battues par Heidrich / Vergé-Dépré (SUI) 1-2 (12-21 21-19 21-23) | Éliminées                                                    | Éliminées                                            | Éliminées                                             | 9es                                 |

### Canoë-kayak
| Athlète         | Compétition  | Éliminatoires | Éliminatoires | Éliminatoires | Éliminatoires | Éliminatoires | Éliminatoires | Demi-finales | Demi-finales | Finale       | Finale       |
| Athlète         | Compétition  | Course 1      | Rang          | Course 2      | Rang          | Meilleur      | Rang          | Temps        | Rang         | Score        | Rang         |
| --------------- | ------------ | ------------- | ------------- | ------------- | ------------- | ------------- | ------------- | ------------ | ------------ | ------------ | ------------ |
| Thomas Koechlin | Canoë Slalom | 105 s 66      | 10e           | 104 s 57      | 10e           | 104 s 57      | 12e           | 111 s 20     | 13e          | Non qualifié | Non qualifié |
| Martin Dougoud  | Kayak Slalom | 93 s 70       | 6e            | 100 s 58      | 18e           | 93 s 70       | 14e           | 99 s 28      | 13e          | Non qualifié | Non qualifié |

| Athlète            | Compétition  | Éliminatoires | Éliminatoires | Éliminatoires | Éliminatoires | Éliminatoires | Éliminatoires | Demi-finales | Demi-finales | Finale        | Finale        |
| Athlète            | Compétition  | Course 1      | Rang          | Course 2      | Rang          | Meilleur      | Rang          | Temps        | Rang         | Score         | Rang          |
| ------------------ | ------------ | ------------- | ------------- | ------------- | ------------- | ------------- | ------------- | ------------ | ------------ | ------------- | ------------- |
| Alena Marx         | Canoë Slalom | 120 s 12      | 10e           | 150 s 84      | 18e           | 120 s 12      | 16e           | 163 s 09     | 16e          | Non qualifiée | Non qualifiée |
| Naemi Brändle (en) | Kayak Slalom | 230 s 37      | 27e           | 135 s 00      | 22e           | 135 s 00      | 24e           | 117 s 91     | 18e          | Non qualifiée | Non qualifiée |

### Cyclisme

#### Cyclisme sur route
| Athlète       | Compétition             | Temps           | Rang |
| ------------- | ----------------------- | --------------- | ---- |
| Stefan Küng   | Contre-la-montre hommes | 56 min 8 s 49   | 4e   |
| Stefan Küng   | Course en ligne hommes  | 6 h 15 min 38 s | 40e  |
| Marc Hirschi  | Course en ligne hommes  | 6 h 11 min 46 s | 25e  |
| Michael Schär | Course en ligne hommes  | 6 h 13 min 17 s | 31e  |
| Gino Mäder    | Course en ligne hommes  | 6 h 21 min 46 s | 74e  |

| Athlète        | Compétition             | Temps          | Rang                               |
| -------------- | ----------------------- | -------------- | ---------------------------------- |
| Marlen Reusser | Contre-la-montre femmes | 31 min 9 s 96  | Médaille d'argent, Jeux olympiques |
| Marlen Reusser | Course en ligne femmes  | 4 h 2 min 16 s | 40e                                |

#### Cyclisme sur piste
| Athlète                                                                                   | Compétition                  | Qualification  | Qualification | Demi-finales                | Demi-finales | Finale                         | Finale |
| Athlète                                                                                   | Compétition                  | Temps          | Rang          | Adversaire Résultat         | Rang         | Adversaire Résultat            | Rang   |
| ----------------------------------------------------------------------------------------- | ---------------------------- | -------------- | ------------- | --------------------------- | ------------ | ------------------------------ | ------ |
| Stefan Bissegger Robin Froidevaux Mauro Schmid Cyrille Thièry Théry Schir Valère Thiébaud | Poursuite par équipes hommes | 3 min 51 s 514 | 8es           | Australie 3 min 49 s 111 RS | 7es          | Grande-Bretagne 3 min 50 s 041 | 8es    |

| Athlète                                                | Épreuve                      | Points | Tours | Classement |
| ------------------------------------------------------ | ---------------------------- | ------ | ----- | ---------- |
| Robin Froidevaux Théry Schir Mauro Schmid (remplaçant) | Course à l'américaine hommes | 8      | 0     | 7e         |

| Athlète                                   | Compétition   | Scratch | Scratch | Course tempo | Course tempo | Élimination | Élimination | Course aux points | Total   | Rang |
| Athlète                                   | Compétition   | Rang    | Points  | Rang         | Points       | Rang        | Points      | Points            | Total   | Rang |
| ----------------------------------------- | ------------- | ------- | ------- | ------------ | ------------ | ----------- | ----------- | ----------------- | ------- | ---- |
| Théry Schir Robin Froidevaux (remplaçant) | Omnium hommes | 9e      | 24      | 4e           | 34           | 3e          | 36          | 15                | 109 pts | 7e   |

#### VTT
| Athlète           | Compétition              | Temps           | Rang                                |
| ----------------- | ------------------------ | --------------- | ----------------------------------- |
| Filippo Colombo   | Cross-country VTT hommes | 1 h 28 min 4 s  | 12e                                 |
| Mathias Flückiger | Cross-country VTT hommes | 1 h 25 min 34 s | Médaille d'argent, Jeux olympiques  |
| Nino Schurter     | Cross-country VTT hommes | 1 h 25 min 56 s | 4e                                  |
| Sina Frei         | Cross-country VTT femmes | 1 h 16 min 57 s | Médaille d'argent, Jeux olympiques  |
| Linda Indergand   | Cross-country VTT femmes | 1 h 17 min 5 s  | Médaille de bronze, Jeux olympiques |
| Jolanda Neff      | Cross-country VTT femmes | 1 h 15 min 46 s | Médaille d'or, Jeux olympiques      |

#### BMX
| Athlète        | Compétition | Quarts de finale                                                  | Quarts de finale | Demi-finales                                                      | Demi-finales | Finale        | Finale        |
| Athlète        | Compétition | Résultat                                                          | Rang             | Résultat                                                          | Rang         | Résultat      | Rang          |
| -------------- | ----------- | ----------------------------------------------------------------- | ---------------- | ----------------------------------------------------------------- | ------------ | ------------- | ------------- |
| David Graf     | Hommes      | Manche 1 : 1 pt Manche 2 : 2 pts Manche 3 : 3 pts Total : 6 pts   | 2e               | Manche 1 : 6 pts Manche 2 : 7 pts Manche 3 : 5 pts Total : 18 pts | 5e           | Non qualifié  | Non qualifié  |
| Simon Marquart | Hommes      | Manche 1 : 4 pts Manche 2 : 4 pts Manche 3 : 7 pts Total : 14 pts | 5e               | Non qualifié                                                      | Non qualifié | Non qualifié  | Non qualifié  |
| Zoé Claessens  | Gemmes      | Manche 1 : 2 pts Manche 2 : 3 pts Manche 3 : 2 pts Total : 7 pts  | 2e               | Manche 1 : 7 pts Manche 2 : 8 pts Manche 3 : 2 pts Total : 17 pts | 7e           | Non qualifiée | Non qualifiée |

| Athlète         | Compétition | Qualification | Qualification | Qualification | Qualification | Finale    | Finale   | Finale    | Finale                              |
| Athlète         | Compétition | 1remanche     | 2emanche      | Moyenne       | Rang          | 1remanche | 2emanche | Meilleure | Rang                                |
| --------------- | ----------- | ------------- | ------------- | ------------- | ------------- | --------- | -------- | --------- | ----------------------------------- |
| Nikita Ducarroz | Femmes      | 83.70         | 83.40         | 83.55         | 3e            | 89.20     | 54.60    | 89.20     | Médaille de bronze, Jeux olympiques |

### Équitation
| Athlète           | Cheval          | Compétition | Grand Prix | Grand Prix | Grand prix spécial | Grand prix spécial | Grand prix libre | Grand prix libre | Total    | Total    |
| Athlète           | Cheval          | Compétition | Score      | Rang       | Score              | Rang               | Technique        | Artistique       | Score    | Rang     |
| ----------------- | --------------- | ----------- | ---------- | ---------- | ------------------ | ------------------ | ---------------- | ---------------- | -------- | -------- |
| Estelle Wettstein | West Side Story | Individuel  | 67,748     | 41e        | Éliminée           | Éliminée           | Éliminée         | Éliminée         | Éliminée | Éliminée |

| Athlète                                                  | Cheval                                   | Compétition | Dressage  | Dressage | Cross-country | Cross-country | Cross-country | Saut d'obstacles | Saut d'obstacles | Saut d'obstacles | Saut d'obstacles | Saut d'obstacles | Saut d'obstacles | Total     | Total   |
| Athlète                                                  | Cheval                                   | Compétition | Dressage  | Dressage | Cross-country | Cross-country | Cross-country | Qualification    | Qualification    | Qualification    | Finale           | Finale           | Finale           | Total     | Total   |
| Athlète                                                  | Cheval                                   | Compétition | Pénalités | Rang     | Pénalités     | Total         | Rang          | Pénalités        | Total            | Rang             | Pénalités        | Total            | Rang             | Pénalités | Rang    |
| -------------------------------------------------------- | ---------------------------------------- | ----------- | --------- | -------- | ------------- | ------------- | ------------- | ---------------- | ---------------- | ---------------- | ---------------- | ---------------- | ---------------- | --------- | ------- |
| Robin Godel                                              | Jet Set                                  | Individuel  | 37,10     | 47e      | Éliminé       | Éliminé       | Éliminé       | Éliminé          | Éliminé          | Éliminé          | Éliminé          | Éliminé          | Éliminé          | Éliminé   | Éliminé |
| Mélody Johner                                            | Toubleu de Rueire                        | Individuel  | 36,10     | 44e      | 0,40          | 36,50         | 19e           | 0,00             | 36,50            | 14e              | 13,20            | 49,70            | 17e              | 19,70     | 17e     |
| Felix Vogg                                               | Colero                                   | Individuel  | 26,70     | 8e       | 11,80         | 38,50         | 21e           | 8,00             | 46,50            | 24e              | 5,20             | 51,70            | 19e              | 51,70     | 19e     |
| Robin Godel Mélody Johner Felix Vogg Eveline Bodenmüller | voir ci-dessus + Violine de la Brasserie | Par équipes | 99,20     | 10e      | 212,20        | 311,40        | 11e           | 8,00 +20,00      | 339,40           | 10e              | Non disputé      | Non disputé      | Non disputé      | 339,40    | 10e     |

| Athlète                                   | Cheval                                           | Compétition | Qualification | Qualification | Qualification | Qualification | Qualification | Finale    | Finale    | Finale    | Finale   | Finale   |
| Athlète                                   | Cheval                                           | Compétition | Pénalités     | Pénalités     | Pénalités     | Temps         | Rang          | Pénalités | Pénalités | Pénalités | Temps    | Rang     |
| Athlète                                   | Cheval                                           | Compétition | Saut          | Temps         | Total         | Temps         | Rang          | Saut      | Temps     | Total     | Temps    | Rang     |
| ----------------------------------------- | ------------------------------------------------ | ----------- | ------------- | ------------- | ------------- | ------------- | ------------- | --------- | --------- | --------- | -------- | -------- |
| Martin Fuchs                              | Clooney 51                                       | Individuel  | 0,00          | 0,00          | 0,00          | 87,56         | =1er          | 8,00      | 0,00      | 8,00      | 84,99    | 16e      |
| Steve Guerdat                             | Venard de Cerisy                                 | Individuel  | 4,00          | 0,00          | 4,00          | 85,62         | =31e          | Éliminé   | Éliminé   | Éliminé   | Éliminé  | Éliminé  |
| Beat Mändli                               | Dsarie                                           | Individuel  | 0,00          | 1,00          | 1,00          | 91,46         | =26e          | Déclassé  | Déclassé  | Déclassé  | Déclassé | Déclassé |
| Bryan Balsiger Martin Fuchs Steve Guerdat | Twentytwo des Biches Clooney 51 Venard de Cerisy | Par équipes | -             | -             | ''10          | -             | 4e            | -         | -         | 28        | 238,18   | 5e       |

### Escalade
| Athlète        | Compétition    | Qualification | Qualification | Qualification | Qualification | Qualification  | Qualification | Total  | Total      | Finale        | Finale        | Finale        | Finale        | Finale        | Finale        | Total         | Total         |
| Athlète        | Compétition    | Vitesse       | Vitesse       | Bloc          | Bloc          | Difficulté     | Difficulté    | Total  | Total      | Vitesse       | Vitesse       | Bloc          | Bloc          | Difficulté    | Difficulté    | Total         | Total         |
| Athlète        | Compétition    | Temps         | Classement    | Points        | Classement    | Points         | Classement    | Points | Classement | Temps         | Classement    | Points        | Classement    | Points        | Classement    | Points        | Classement    |
| -------------- | -------------- | ------------- | ------------- | ------------- | ------------- | -------------- | ------------- | ------ | ---------- | ------------- | ------------- | ------------- | ------------- | ------------- | ------------- | ------------- | ------------- |
| Petra Klingler | Combiné femmes | 8 s 42        | 10e           | 1T3z 3 8      | 10e           | 16+ 1 min 49 s | 10e           | 1 400  | 16e        | Non qualifiée | Non qualifiée | Non qualifiée | Non qualifiée | Non qualifiée | Non qualifiée | Non qualifiée | Non qualifiée |

### Escrime
| Athlète                                                      | N° | Compétition       | 1/32e de finale               | 1/16e de finale                | 1/8e de finale                 | Quarts de finale                    | Demi-finales Match de classement 5-8 | Finale Match pour la médaille de bronze Match pour la 5e place Match pour la 7e place | Rang |
| Athlète                                                      | N° | Compétition       | Adversaire Score              | Adversaire Score               | Adversaire Score               | Adversaire Score                    | Adversaire Score                     | Adversaire Score                                                                      | Rang |
| ------------------------------------------------------------ | -- | ----------------- | ----------------------------- | ------------------------------ | ------------------------------ | ----------------------------------- | ------------------------------------ | ------------------------------------------------------------------------------------- | ---- |
| Benjamin Steffen                                             | 30 | Épée individuelle | Bat Sukhov (35) 15 - 12       | Battu par Reizlin (11) 11 - 15 | Éliminé                        | Éliminé                             | Éliminé                              | Éliminé                                                                               | 29e  |
| Michele Niggeler                                             | 34 | Épée individuelle | Battu par Ramirez (31) 6 - 15 | Éliminé                        | Éliminé                        | Éliminé                             | Éliminé                              | Éliminé                                                                               | 35e  |
| Max Heinzer                                                  | 14 | Épée individuelle | NC                            | Bat Svichkar (19) 15 - 11      | Battu par Reizlin (11) 12 - 15 | Éliminé                             | Éliminé                              | Éliminé                                                                               | 13e  |
| Max Heinzer Michele Niggeler Benjamin Steffen Lucas Malcotti | 4  | Épée par équipes  | NC                            | NC                             | NC                             | Battus par Corée du Sud (5) 39 - 44 | Battus par France (1) 37 - 45        | Battus par Italie (2) 34 - 36                                                         | 8es  |

### Golf
| Athlète                | Tour 1  | Tour 2  | Tour 3  | Tour 4 | Total | Rang |
| ---------------------- | ------- | ------- | ------- | ------ | ----- | ---- |
| Kim Métraux (en)       | 74 (+3) | 70 (-1) | 74 (+3) |        |       | e    |
| Albane Valenzuela (en) | 71 (0)  | 69 (-2) | 67 (-4) |        |       | e    |

### Gymnastique artistique
| Athlète           | Qualifications | Qualifications | Qualifications | Qualifications | Qualifications    | Qualifications | Qualifications | Qualifications | Finale   | Finale         | Finale   | Finale   | Finale            | Finale     | Finale  | Finale |
| Athlète           | Appareil       | Appareil       | Appareil       | Appareil       | Appareil          | Appareil       | Total          | Rang           | Appareil | Appareil       | Appareil | Appareil | Appareil          | Appareil   | Total   | Rang   |
| Athlète           | Sol            | Cheval d'arçon | Anneaux        | Saut           | Barres parallèles | Barre fixe     | Total          | Rang           | Sol      | Cheval d'arçon | Anneaux  | Saut     | Barres parallèles | Barre fixe | Total   | Rang   |
| ----------------- | -------------- | -------------- | -------------- | -------------- | ----------------- | -------------- | -------------- | -------------- | -------- | -------------- | -------- | -------- | ----------------- | ---------- | ------- | ------ |
| Christian Baumann | 13,833         | 12,700         | 13,766         | 13,566         | 15,200            | 12,566         | 81,631         | 33e            | -        | -              | 13,166   | -        | 14,600            | 13,966     | -       | -      |
| Pablo Brägger     | 14,133         | 13,566         | 13,466         | 12,733         | 15,066            | 12,600         | 81,564         | 35e            | 14,233   | 13,400         | 13,466   | 13,833   | 14,833            | 13,933     | -       | -      |
| Benjamin Gischard | 14,266         | 13,833         | 13,333         | 14,166         | 13,800            | 13,100         | 82,498         | 26e            | 14,000   | 13,866         | -        | 14,000   | -                 | -          | -       | -      |
| Eddy Yusof        | 13,500         | 12,466         | 13,533         | 14,333         | 14,700            | 13,366         | 81,898         | 31e            | 13,833   | 13,833         | 13,666   | 14,166   | 14,633            | 13,500     | -       | -      |
| Total             | 42,252         | 40,299         | 40,765         | 42,065         | 44,966            | 39,066         | 249,193        | 7e             | 42,066   | 41,099         | 40,298   | 41,999   | 44,066            | 41,399     | 250,927 | 6e     |

| Athlète           | Compétition      | Qualifications                 | Qualifications                 | Qualifications                 | Qualifications                 | Qualifications                 | Qualifications                 | Qualifications                 | Qualifications                 | Finale   | Finale         | Finale   | Finale   | Finale            | Finale     | Finale | Finale |
| Athlète           | Compétition      | Appareil                       | Appareil                       | Appareil                       | Appareil                       | Appareil                       | Appareil                       | Total                          | Rang                           | Appareil | Appareil       | Appareil | Appareil | Appareil          | Appareil   | Total  | Rang   |
| Athlète           | Compétition      | Sol                            | Cheval d'arçon                 | Anneaux                        | Saut                           | Barres parallèles              | Barre fixe                     | Total                          | Rang                           | Sol      | Cheval d'arçon | Anneaux  | Saut     | Barres parallèles | Barre fixe | Total  | Rang   |
| ----------------- | ---------------- | ------------------------------ | ------------------------------ | ------------------------------ | ------------------------------ | ------------------------------ | ------------------------------ | ------------------------------ | ------------------------------ | -------- | -------------- | -------- | -------- | ----------------- | ---------- | ------ | ------ |
| Benjamin Gischard | Concours général | voir les résultats par équipes | voir les résultats par équipes | voir les résultats par équipes | voir les résultats par équipes | voir les résultats par équipes | voir les résultats par équipes | voir les résultats par équipes | voir les résultats par équipes | 14,300   | 13,666         | 13,433   | 14,300   | 13,700            | 13,333     | 82,732 | 13e    |
| Eddy Yusof        | Concours général | voir les résultats par équipes | voir les résultats par équipes | voir les résultats par équipes | voir les résultats par équipes | voir les résultats par équipes | voir les résultats par équipes | voir les résultats par équipes | voir les résultats par équipes | 13,800   | 13,866         | 13,300   | 13,033   | 14,533            | 13,200     | 81,732 | 16e    |

| Athlète            | Compétition      | Qualifications | Qualifications      | Qualifications | Qualifications | Qualifications | Qualifications | Finale   | Finale              | Finale   | Finale   | Finale   | Finale   |
| Athlète            | Compétition      | Appareil       | Appareil            | Appareil       | Appareil       | Total          | Rang           | Appareil | Appareil            | Appareil | Appareil | Total    | Rang     |
| Athlète            | Compétition      | Saut           | Barres asymétriques | Poutre         | Sol            | Total          | Rang           | Saut     | Barres asymétriques | Poutre   | Sol      | Total    | Rang     |
| ------------------ | ---------------- | -------------- | ------------------- | -------------- | -------------- | -------------- | -------------- | -------- | ------------------- | -------- | -------- | -------- | -------- |
| Giulia Steingruber | Concours général | 14,833         | 12,800              | 12,600         | 13,300         | 53,533         | 30e            | 14,833   | 12,800              | 12,400   | 13,333   | 53,366   | 15e      |
| Giulia Steingruber | Saut de cheval   | 14,566         | -                   | -              | -              | 14,566         | 10e            | Éliminée | Éliminée            | Éliminée | Éliminée | Éliminée | Éliminée |

### Judo
| Athlète         | Compétition           | 1/32e de finale     | 1/16e de finale             | 1/8e de finale                  | Quarts de finale    | Demi-finales               | Repêchage 1         | Repêchage 2              | Finale              | Finale |
| Athlète         | Compétition           | Adversaire Résultat | Adversaire Résultat         | Adversaire Résultat             | Adversaire Résultat | Adversaire Résultat        | Adversaire Résultat | Adversaire Résultat      | Adversaire Résultat | Rang   |
| --------------- | --------------------- | ------------------- | --------------------------- | ------------------------------- | ------------------- | -------------------------- | ------------------- | ------------------------ | ------------------- | ------ |
| Nils Stump      | Moins de 73 kg hommes | Exempté             | Battu par Gjakova 00 - 11s1 | Éliminé                         | Éliminé             | Éliminé                    | Éliminé             | Éliminé                  | Éliminé             | 17e    |
| Fabienne Kocher | Moins de 52 kg femmes | Exemptée            | Bat Pérez Box 01 - 00       | Bat Lkhagvasuren (en) 01s1 - 00 | Bat Pupp 10 - 00    | Battue par Buchard 00 - 10 | Exemptée            | Battue par Giles 10 - 00 | Éliminée            | 5e     |

### Karaté
| Athlète       | Compétition          | Tour de qualification | Tour de qualification | Tour de qualification | Tour de qualification | Tour de qualification | Demi-finale         | Finale              | Rang |
| Athlète       | Compétition          | Match 1               | Match 2               | Match 3               | Match 4               | Place                 | Demi-finale         | Finale              | Rang |
| Athlète       | Compétition          | Adversaire Résultat   | Adversaire Résultat   | Adversaire Résultat   | Adversaire Résultat   | Place                 | Adversaire Résultat | Adversaire Résultat | Rang |
| ------------- | -------------------- | --------------------- | --------------------- | --------------------- | --------------------- | --------------------- | ------------------- | ------------------- | ---- |
| Elena Quirici | Plus de 61 kg femmes | Matoub Victoire 2-1   | Abdelaziz Défaite 3-3 | Abbasali Victoire 4-0 | Gong Nul 1-1          | 3e                    | Éliminée            | Éliminée            | 5e   |

### Lutte
| Athlète               | Compétition                         | Huitièmes de finale   | Quarts de finale               | Demi-finales        | Repêchage 1         | Repêchage 2         | Finale              | Finale |
| Athlète               | Compétition                         | Adversaire Résultat   | Adversaire Résultat            | Adversaire Résultat | Adversaire Résultat | Adversaire Résultat | Adversaire Résultat | Rang   |
| --------------------- | ----------------------------------- | --------------------- | ------------------------------ | ------------------- | ------------------- | ------------------- | ------------------- | ------ |
| Stefan Reichmuth (en) | Lutte libre - Moins de 86 kg hommes | Bat Benferdjallah 6-2 | Battu par Yazdani Cherati 1-12 | Éliminé             |                     |                     | Éliminé             |        |

### Natation
| Athlète                                                   | Épreuve              | Séries           | Séries | Demi-finales  | Demi-finales | Finale           | Finale                              |
| Athlète                                                   | Épreuve              | Temps            | Rang   | Temps         | Rang         | Temps            | Rang                                |
| --------------------------------------------------------- | -------------------- | ---------------- | ------ | ------------- | ------------ | ---------------- | ----------------------------------- |
| Jérémy Desplanches                                        | 100 m brasse         | 1 min 0 s 29 RS  | 28e    | Éliminé       | Éliminé      | Éliminé          | Éliminé                             |
| Jérémy Desplanches                                        | 200 m quatre nages   | 1 min 56 s 89    | 2e     | 1 min 57 s 38 | 5e           | 1 min 56 s 17 RS | Médaille de bronze, Jeux olympiques |
| Antonio Djakovic                                          | 200 m nage libre     | 1 min 46 s 37    | 15e    | 1 min 45 s 92 | 11e          | Éliminé          | Éliminé                             |
| Antonio Djakovic                                          | 400 m nage libre     | 3 min 45 s 82 RS | 9e     | NC            | NC           | Éliminé          | Éliminé                             |
| Roman Mityukov                                            | 100 m nage libre     | 48 s 43          | 15e    | 48 s 53       | 16e          | Éliminé          | Éliminé                             |
| Roman Mityukov                                            | 200 m dos            | 1 min 57 s 45    | 11e    | 1 min 57 s 07 | 13e          | Éliminé          | Éliminé                             |
| Noè Ponti                                                 | 100 m papillon       | 51 s 24          | 5e     | 50 s 76 RS    | 3e           | 50 s 74 RS       | Médaille de bronze, Jeux olympiques |
| Noè Ponti                                                 | 200 m papillon       | 1 min 55 s 05    | 5e     | 1 min 55 s 37 | 10e          | Éliminé          | Éliminé                             |
| Roman Mityukov Nils Liess (it) Noè Ponti Antonio Djakovic | 4 × 100 m nage libre | 3 min 14 s 65    | 14es   | NC            | NC           | Éliminé          | Éliminé                             |
| Antonio Djakovic Nils Liess Noè Ponti Roman Mityukov      | 4 × 200 m nage libre | 7 min 6 s 59 RS  | 6es    | NC            | NC           | 7 min 6 s 12 RS  | 6es                                 |

| Athlète        | Épreuve          | Séries           | Séries | Demi-finales  | Demi-finales | Finale  | Finale  |
| Athlète        | Épreuve          | Temps            | Rang   | Temps         | Rang         | Temps   | Rang    |
| -------------- | ---------------- | ---------------- | ------ | ------------- | ------------ | ------- | ------- |
| Lisa Mamié     | 100 m brasse     | 1 min 6 s 76     | 13e    | 1 min 7 s 41  | 15e          | Éliminé | Éliminé |
| Lisa Mamié     | 200 m brasse     | 2 min 23 s 91    | 14e    | 2 min 25 s 1  | 14e          | Éliminé | Éliminé |
| Maria Ugolkova | 100 m nage libre | 54 s 86          | 26e    | Éliminé       | Éliminé      | Éliminé | Éliminé |
| Maria Ugolkova | 100 m papillon   | 58 s 22 RS       | 17e    | Éliminé       | Éliminé      | Éliminé | Éliminé |
| Maria Ugolkova | 200 m 4 nages    | 2 min 10 s 04 RS | 5e     | 2 min 10 s 65 | 9e           | Éliminé | Éliminé |

### Plongeon
| Athlète           | Compétition         | Éliminatoires | Éliminatoires | Demi-finale | Demi-finale | Finale | Finale |
| Athlète           | Compétition         | Points        | Rang          | Points      | Rang        | Points | Rang   |
| ----------------- | ------------------- | ------------- | ------------- | ----------- | ----------- | ------ | ------ |
| Michelle Heimberg | Tremplin à 3 mètres | 289.95        | 11e Q         | 289.80      | 12e Q       | 283.35 | 11e    |

### Tennis
| Athlète           | Compétition  | 1er tour            | 2e tour                  | 1/8e de finale             | Quarts de finale               | Demi-finales              | Finale                      | Finale                         |
| Athlète           | Compétition  | Adversaire Résultat | Adversaire Résultat      | Adversaire Résultat        | Adversaire Résultat            | Adversaire Résultat       | Adversaire Résultat         | Rang                           |
| ----------------- | ------------ | ------------------- | ------------------------ | -------------------------- | ------------------------------ | ------------------------- | --------------------------- | ------------------------------ |
| Belinda Bencic    | Simple dames | Bat Pegula 6-3 6-3  | Bat Doi 6-2 6-4          | Bat Krejčíková 1-6 6-2 6-3 | Bat Pavlyuchenkova 6-0 3-6 6-3 | Bat Rybakina 7-62 4-6 6-3 | Bat Vondroušová 7-5 2-6 6-3 | Médaille d'or, Jeux olympiques |
| Viktorija Golubic | Simple dames | Bat Serrano 6-4 6-1 | Battue par Osaka 3-6 2-6 | Éliminée                   | Éliminée                       | Éliminée                  | Éliminée                    | 17e                            |

| Athlète                          | Compétition  | 1er tour                                  | 1/8e de finale                           | Quarts de finale                | Demi-finales                       | Finale                                           | Finale                             |
| Athlète                          | Compétition  | Adversaire Résultat                       | Adversaire Résultat                      | Adversaire Résultat             | Adversaire Résultat                | Adversaire Résultat                              | Rang                               |
| -------------------------------- | ------------ | ----------------------------------------- | ---------------------------------------- | ------------------------------- | ---------------------------------- | ------------------------------------------------ | ---------------------------------- |
| Belinda Bencic Viktorija Golubic | Double dames | Battent Aoyama et Shibahara 6-4 65-7 10-5 | Battent Muguruza et Navarro 3-6 6-1 11-9 | Battent Perez et Stosur 6-4 6-4 | Battent Pigossi et Stefani 7-5 6-3 | Battuent par Krejčíková et Siniaková 7-5 2-6 6-3 | Médaille d'argent, Jeux olympiques |

### Tennis de table
| Athlète(s) (numéro de tête de série) | Compétition  | Tour préliminaire | 1er tour                   | 2e tour             | 3e tour                  | 4e tour          | Quarts de finale | Demi-finales     | Finale           | Rang |
| Athlète(s) (numéro de tête de série) | Compétition  | Adversaire Score  | Adversaire Score           | Adversaire Score    | Adversaire Score         | Adversaire Score | Adversaire Score | Adversaire Score | Adversaire Score | Rang |
| ------------------------------------ | ------------ | ----------------- | -------------------------- | ------------------- | ------------------------ | ---------------- | ---------------- | ---------------- | ---------------- | ---- |
| Rachel Moret (48)                    | Simple dames | Dispensée         | Bat Yamada (en) (56) 4 - 2 | Bat Póta (30) 4 - 1 | Battu par Chen (1) 0 - 4 | Éliminée         | Éliminée         | Éliminée         | Éliminée         | 17e  |

### Tir
| Athlète               | Compétition                   | Qualification | Qualification | Finale        | Finale                              |
| Athlète               | Compétition                   | Points        | Rang          | Points        | Rang                                |
| --------------------- | ----------------------------- | ------------- | ------------- | ------------- | ----------------------------------- |
| Nina Christen         | Carabine à 10 m air comprimé, | 628.5         | 7e            | 230.6         | Médaille de bronze, Jeux olympiques |
| Nina Christen         | Carabine à 50 m 3 positions,  | 1174-61x      | 6e            | 463.9 OR      | Médaille d'or, Jeux olympiques      |
| Heidi Diethelm Gerber | Pistolet à 10 m air comprimé  | 569-8x        | 28e           | Non qualifiée | Non qualifiée                       |
| Heidi Diethelm Gerber | Pistolet à 25 m,              | 579-16x       | 22e           | Non qualifiée | Non qualifiée                       |

### Triathlon
| Athlète                | Compétition | Nage (1,5 km)     | Transition 1 | Cyclisme (40 km)    | Transition 2 | Course (10 km) | Total           | Rang |
| ---------------------- | ----------- | ----------------- | ------------ | ------------------- | ------------ | -------------- | --------------- | ---- |
| Andrea Salvisberg (en) | Hommes      | 18 min 2 s (24e)  | 40 s (23e)   | 56 min 3 s (1er)    | 30 s (1er)   | 32 min 10 s    | 1 h 47 min 25 s | 22e  |
| Max Studer             | Hommes      | 18 min 25 s (45e) | 39 s (44e)   | 55 min 59 s (12e)   | 28 s (11e)   | 30 min 38 s    | 1 h 46 min 6 s  | 9e   |
| Jolanda Annen          | Femmes      | 19 min 32 s (20e) | 44 s (22e)   | 1 h 5 min 4 s (26e) | 35 s (26e)   | 35 min 36 s    | 2 h 1 min 31 s  | 19e  |
| Nicola Spirig          | Femmes      | 19 min 32 s (21e) | 43 s (21e)   | 1 h 2 min 50 s (6e) | 32 s (6e)    | 34 min 28 s    | 1 h 58 min 5 s  | 6e   |

| Athlètes                                                 | Compétition  | Natation (300 m)                            | Transition 1        | Vélo (8 km)                                   | Transition 2        | Course (2 km)                               | Temps                                                         | Résultat            |
| -------------------------------------------------------- | ------------ | ------------------------------------------- | ------------------- | --------------------------------------------- | ------------------- | ------------------------------------------- | ------------------------------------------------------------- | ------------------- |
| Jolanda Annen Andrea Salvisberg Nicola Spirig Max Studer | Relais mixte | 3 min 51 s 3 min 59 s 4 min 35 s 4 min 11 s | 40 s 37 s 40 s 37 s | 10 min 32 s 9 min 35 s 10 min 20 s 9 min 50 s | 30 s 28 s 30 s 29 s | 6 min 27 s 5 min 44 s 6 min 19 s 5 min 33 s | 22 min 0 s (9e) 20 min 23 s (8e) 22 min 24 s (7e) 20 min 40 s | 1 h 25 min 27 s 7es |

### Voile
| Athlète                           | Compétition         | Régate | Régate | Régate | Régate | Régate | Régate | Régate | Régate | Régate | Régate | Régate      | Régate      | Régate | Total net | Rang final |
| Athlète                           | Compétition         | 1      | 2      | 3      | 4      | 5      | 6      | 7      | 8      | 9      | 10     | 11          | 12          | CM     | Total net | Rang final |
| --------------------------------- | ------------------- | ------ | ------ | ------ | ------ | ------ | ------ | ------ | ------ | ------ | ------ | ----------- | ----------- | ------ | --------- | ---------- |
| Lucien Cujean Sébastien Schneiter | 49er hommes         | 16     | 10     | 14     | 10     | 3      | (20)   | 9      | 9      | 9      | 18     | 13          | 12          | EL     | 123       | 14e        |
| Mateo Sanz Lanz                   | RS:X hommes         | 1      | 1      | 9      | 10     | 3      | 4      | 16     | (17)   | 12     | 10     | 13          | 15          | 6      | 100       | 8e         |
| Linda Fahrni Maja Siegenthaler    | 470 femmes          | (12)   | 4      | 8      | 2      | 5      | 10     | 9      | 7      | 12     | 5      | Non disputé | Non disputé | 2      | 64        | 4e         |
| Maud Jayet                        | Laser Radial femmes | 22     | 7      | 22     | (34)   | 13     | 1      | 21     | 25     | 28     | 24     | Non disputé | Non disputé | EL     | 163       | 19e        |